# Wierzba mandżurska

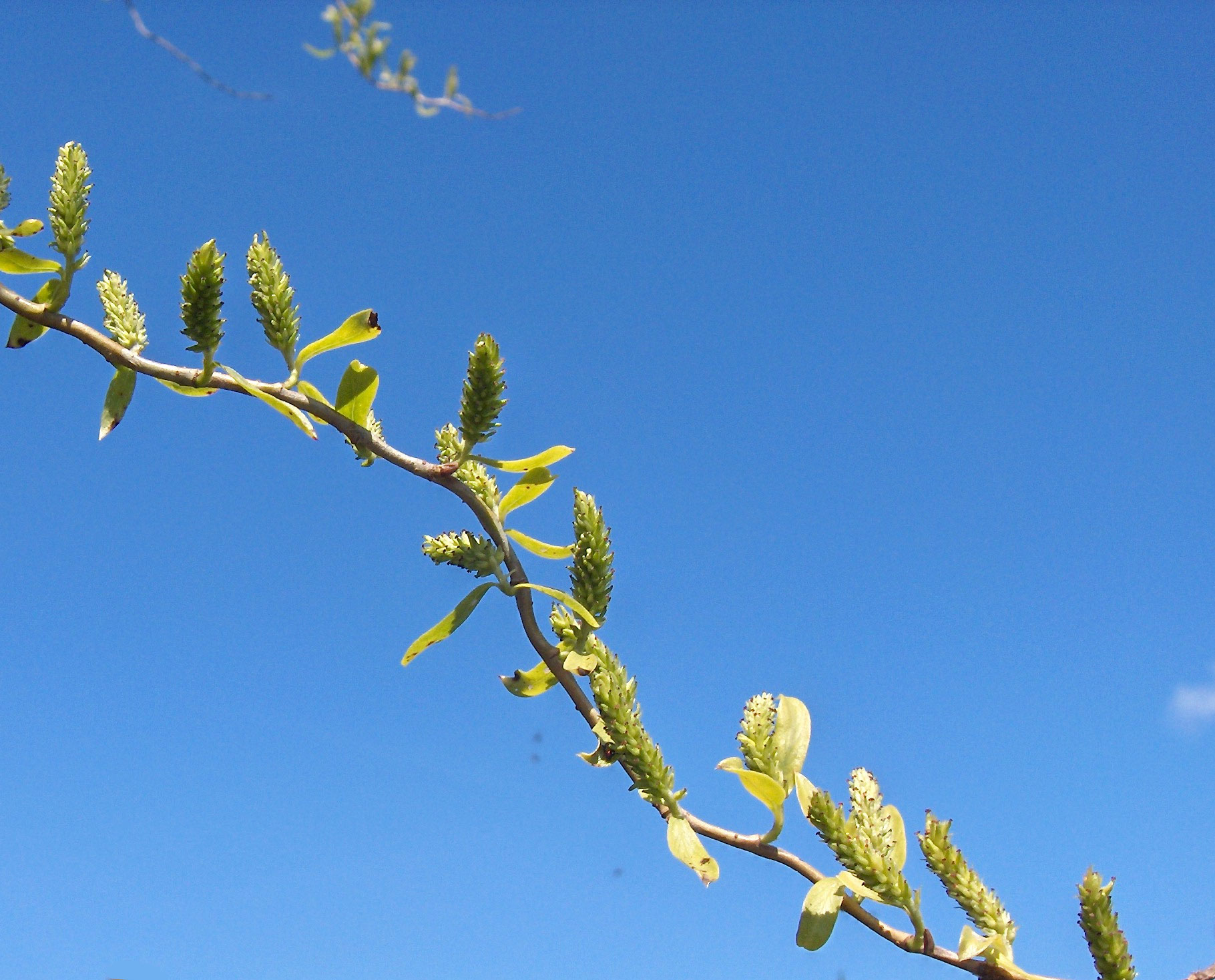
Gałązka z kotkami żeńskimi

Wierzba mandżurska, też wierzba babilońska odmiany mandżurskiej (Salix babylonica var. pekinensis) – odmiana rośliny wieloletniej należący do rodziny wierzbowatych. Od odmiany typowej (var. babylonica) różni się obecnością 2 miodników, zamiast 1, jest też odporniejsza na mróz. Pochodzi z północno-wschodniej części Chin i Korei. W Europie, także w Polsce, uprawiana jest odmiana uprawna 'Tortuosa'.

## Morfologia i biologia
PokrójW formie typowej podobne do wierzby kruchej. W uprawie spotykana tylko w odmianie 'Tortuosa' będącej niskim drzewem o wysokości do 5 m, w sprzyjających warunkach do 10 m.
Pień i pędyU odmiany 'Tortuosa' cechą charakterystyczną są wzniesione i spiralnie poskręcane lub pofalowane pędy. Pędy żółtawe lub oliwkowozielone, czerwonawe od strony nasłonecznionej. Kora grubszych gałęzi żółta.
LiścieU odmiany 'Tortuosa'  liście, podobnie jak pędy, nie są proste lecz lekko skręcone, niejednokrotnie łukowato wygięte. Blaszki liściowe są lancetowate, jasnozielone, od góry błyszczące, dołem matowe. Liście są długości do  20 cm, drobno piłkowane, młode liście jedwabiście owłosione, starsze bez śladów owłosienia.
KwiatyRoślina dwupienna. Kwiaty zebrane w kotki. Kotki na bardzo krótkich szypułkach (15 mm) z trwałymi, jednobarwnymi, jasnozielonymi przysadkami. Słupki nagie z siedzącymi zalążniami, w kwiatach 2 miodniki. Roślina owadopylna i miododajna. Kwitnie równocześnie z rozwojem liści.

## Zastosowanie
Roślina ozdobna sadzona głównie na gałęzie cięte, które nadają się na bukiety i dekoracje. Sadzona również w parkach, zadrzewieniach osiedlowych i ogródkach przydomowych. Uprawia się głównie okazy żeńskie, które mają długie i zwisające gałęzie, tzw. formy „płaczące”, ale znane są również formy o wyprostowanych pędach.

## Uprawa
- Historia uprawy : w Europie uprawiana od XVII wieku. Obecnie dość szeroko rozpowszechniona.
- Sposób uprawy : sadzona z sadzonek pędowych sporządzanych z gałązek. Przyjmuje się dobrze. Oprócz podlewania (w razie długotrwałych upałów) nie wymaga specjalnych zabiegów pielęgnacyjnych. Nie ma specjalnych wymagań co do gleby. Lubi wilgotne gleby i słoneczne stanowiska. Może być uprawiana również w donicach i innych pojemnikach. Nie jest w pełni wytrzymała na silne mrozy. Doskonale znosi przycinanie. Rośnie szybko.

## Zmienność
Wyróżnia się następujące odmiany uprawne:
- `Tortuosa` – drzewo, odmiana o bardzo ozdobnych, poskręcanych spiralnie gałęziach[5].
- `Ural` – forma krzaczasta, o lekko poskręcanych gałęziach i młodych pędach zabarwionych na żółtopomarańczowy kolor.